# Mondo (filmgenre)
Mondo (Italiaans voor "wereld") is een filmgenre waarin een sensationele weergave van de derde wereld centraal staat.
Verre landen waren in de westerse wereld van oudsher een geliefd decor voor avontuurlijke verhalen: men denke aan het personage Tarzan of aan Africa Speaks! uit 1930. De mondo heeft echter als specifiek kenmerk dat geweld, en een expliciete weergave hiervan, een belangrijk onderdeel van het repertoire vormen.  
De oorsprong van de mondo ligt in Italië, begin jaren 60. Als de eerste mondo wordt de film Mondo Cane van Paolo Cavara en Gualtiero Jacopetti (1962) genoemd. Deze film bevat spectaculaire beelden van "vreemde" culturen  uit Azië en Oceanië. Jacopetti zou zich specialiseren in dit genre en maakte een serie mondo's. Opvallend is zijn combinatie van sensatiezucht en sociale betrokkenheid. Zo is Africa Addio (1964) niet alleen spectaculair, maar ook kritisch ten opzichte van plezierjacht, kolonialisme, genocide en apartheid.
Deze betrokkenheid was lang niet altijd aanwezig in de tientallen spin-offs die in de decennia erop volgden. Geweld, jacht, dierenmishandeling, oorlog en wreedheid overheersen in de mondo-films. Mondo's worden daarom vaak geclassificeerd als exploitatiefilms. Mondo's vormden ook een vast repertoire in het aanbod van grindhouses.
Met de Faces of Death-reeks begon een nieuwe generatie mondo-films waarbij het accent meer kwam te liggen op de dood van mens en dier. In de 21e eeuw werd meer gebruikgemaakt van materiaal uit het Midden-Oosten.